# Курунга
Курунга — освіжаючий тонізуючий шипучий напій отриманий шляхом молочнокислого і спиртового бродіння, який готують з коров'ячого молока. За консистенцією подібний до кумису, за смаком і властивостями схожий на кефір, але відрізняється від нього більш високим вмістом молочної кислоти і спирту.
Напій володіє лікувально-дієтичними властивостями проти туберкульозу, шлунково-кишечних захворювань і ін. Це національний напій бурятів, монголів, тувинців, хакасів.